# Artigisa dentilinea
Artigisa dentilinea är en fjärilsart som beskrevs av Turner 1909. Artigisa dentilinea ingår i släktet Artigisa och familjen nattflyn. Inga underarter finns listade i Catalogue of Life.